# Letteratura copta
La letteratura copta riunisce tutte le opere letterarie scritte in lingua copta, l'ultima evoluzione della lingua egizia. È composta in gran parte da testi cristiani scritti dopo il II secolo, ma include anche testi in copto antico che precedono l'era cristiana. Venne scritta con l'alfabeto copto, ovvero l'alfabeto greco con l'aggiunta di sette grafemi, presi in prestito dal demotico, per rappresentare altrettanti fonemi non presenti in greco.

## Storia

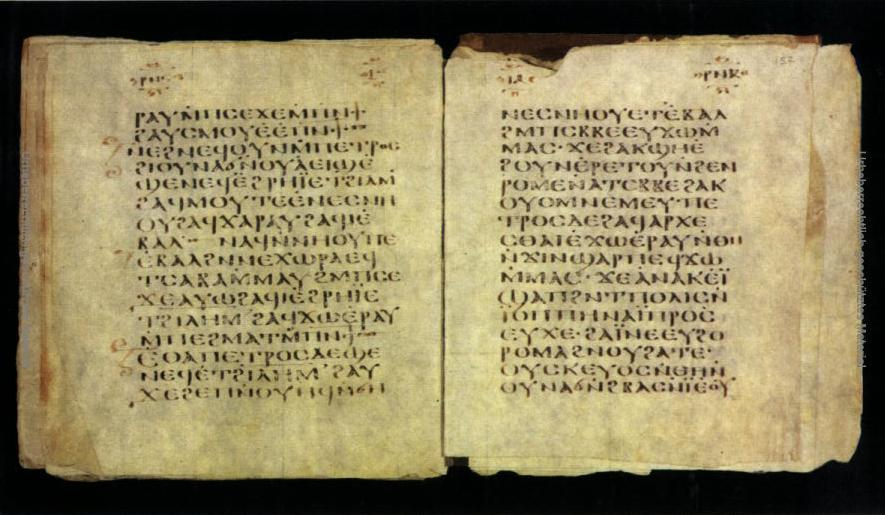
Il Codice Glazier, manoscritto del IV-V sec. d.C. contenente gli Atti degli apostoli.

### Le origini
Si sviluppò con l'espansione del cristianesimo, in un Egitto in cui la cultura tradizionale si trovava in decadenza. Si trattò di una fede decisa che resisteva a tutte le persecuzioni pagane, bizantine o arabe. I documenti più antichi conosciuti sono del II secolo a.C.: un graffito di un titolo reale ad Abidos; l'iscrizione su una pietra ad Akhmim; il frammento di un glossario bilingue. Del I secolo a.C. si conservano vari oroscopi, probabilmente tradotti.

### Evoluzione e sviluppo

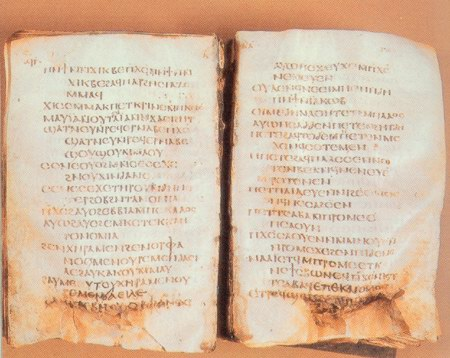
Il "Salterio Mudil", il più antico Salterio completo in lingua copta. Rinvenuto nel 1984 presso il cimitero di Mudil (Egitto), e oggi custodito nel Museo copto del Cairo (Egitto).

La lingua si divise in vari dialetti, dei quali solo due posseggono una letteratura abbondante: il sahidico (o copto dell'Alto Egitto), ed il  bohairico (o copto del Basso Egitto). Meno feconda fu la letteratura nei dialetti fayumico, ossirinchita, achmimico e licopolitano. Queste letterature posseggono legami comuni con la letteratura siriaca, etiopica, armena e georgiana; in quanto tutte queste nacquero per la necessità di tradurre tanto la Bibbia quanto la liturgia cristiana, che fino ad allora erano accessibili soltanto in greco, per l'uso dei cristiani non greci che quindi non lo capivano. Consta dunque di traduzioni bibliche, testi liturgici, regole monastiche, biografie di santi, specialmente martiri, letteratura omiletica, dogmatica, versioni di apocalissi ed apocrifi, opere dei Padri della Chiesa, dei Padri del deserto, ecc.
Nello sviluppo di questa letteratura influì in modo decisivo la separazione della Chiesa monofisita da quella Bizantina o Ortodossa; ciò contribuì ad una reazione nazionalista e religiosa nel dominio politico, spirituale e linguistico dell'Impero romano d'Oriente. In origine si crearono versioni di opere greche cristiane e, di conseguenza, molte di queste si conoscono oggi grazie esclusivamente alle loro traduzioni in copto. Tuttavia conosciamo in modo insufficiente la letteratura in copto; a causa del saccheggio subito dai monasteri e dalle biblioteche, della grande quantità di materiale tuttora inedito, e del progressivo abbandono della lingua da parte degli stessi copti in favore dell'arabo. Alcuni scritti come la Apocalisse di Samuele di Kalamoun deplorano il declino del copto; ma questi stessi testi ci sono pervenuti soltanto in arabo. Ciò che ci rimane consiste fondamentalmente in testi cristiani, tra i quali molti testi gnostici e manichei.

### La Bibbia
La prima opera intrapresa in copto fu la traduzione della Bibbia, sebbene non se ne conservino versioni complete, ma soltanto ricostruzioni di alcuni libri e di un Nuovo Testamento. La letteratura copta comincia con gli Apocrifi, numerosi liberi adattamenti dal greco, o testi originali scritti in tono ludico o esagerato. Per la maggior parte sono relativi ad Atti degli Apostoli o Nuovi Vangeli, pieni di miracoli e avvenimenti prodigiosi e sensazionali. Degna di nota la Storia di Giuseppe il falegname. Abbiamo anche un'Apocalisse immaginaria (non si pretendeva di trasmettere un messaggio preciso), che abbonda di atrocità infernali e delizie paradisiache. Furono redatte molte vite di santi ed apoftegmi (o apotegmi), cioè brevi episodi moraleggianti che illustrano una massima enunciata da un santo. Questi testi apocrifi risultano stereotipati ed ingenui.

### Scrittori e opere

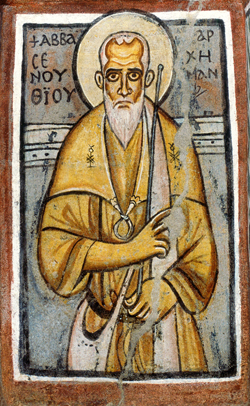
San Scenute, considerato il più grande scrittore in lingua copta.

Non conosciamo il nome della maggior parte degli scrittori originali in copto, nonostante fosse stato molto utilizzato da religiosi e monaci durante il III ed il IV secolo. I più rilevanti scrittori conosciuti furono: l'anacoreta Antonio abate (251-356), il primo dei Padri del deserto, autore delle Lettere (III secolo); Pacomio (292-346), autore delle Lettere e della Regola, fondatore dei monasteri dell'Alto Egitto; e sopra tutti l'abate Senuta o Scenute (m. 451), autore di numerosi scritti parenetici (ossia esortativi), omiletici, e di Lettere, eseguiti con uno stile molto personale. Fu quest'ultimo in particolare che intraprese un uso estensivo della sua lingua materna copta invece del greco usato normalmente nei testi religiosi dell'epoca, permettendo la diffusione del copto e la sua standardizzazione come lingua letteraria. Fino all'XI secolo la maggior parte della letteratura copta venne scritta nel dialetto sahidico. Il primo Papa di Alessandria a scrivere sia in copto che in greco fu Atanasio.
Si conservano frammenti di due testi di romanzi profani: una Storia di Alessandro Magno, e una storia della conquista dell'Egitto da parte di Cambise II di Persia, ultima testimonianza delle vicende dell'Egitto faraonico. Inoltre abbiamo narrazioni di avventure come quelle di Teodosio e Dionisio, egizi poveri dei quali il primo arrivò a diventare imperatore di Bisanzio. Al periodo saidico appartiene il Triadon (Poesia di tre rime), apologia di una vita religiosa già in stato di decadenza. Nel dialetto bohairico, che prese il sopravvento dopo il Concilio di Calcedonia, abbiamo raccolte di poesie liturgiche come la Theotohìa in onore della Santissima Vergine. Il bohairico è sopravvissuto fino ai nostri giorni come lingua liturgica insieme all'arabo. Attraverso il copto si trasmise all'arabo e alla letteratura universale buona parte della letteratura popolare egizia. 
Una caratteristica della letteratura copta è costituita dai trattati popolari, presenti in ogni tipo di testo, grazie ai quali ci sono pervenute molte opere dello gnosticismo: la Pistis Sophia; i Codici di Nag Hammadi, che includono la traduzione diretta dal greco al copto di alcuni Vangeli apocrifi: Apocrifo di Giovanni (in tre versioni), Tommaso (in due versioni, il Vangelo di Tommaso e il Libro di Tommaso l'Atleta), e il Vangelo secondo Filippo; e di altri scritti religiosi di origine incerta. 

Altri trattati popolari ci hanno trasmesso molte opere del manicheismo (Documenti di El Fayyum, omelie, Kephalilaia, Salmi di Tomé, ecc.).
Dal XIX secolo è iniziato un tentativo di recupero dell'uso pratico della lingua copta, grazie all'iniziativa del patriarca di Alessandria Cirillo IV.

## La collezione Morgan
La collezione Morgan comprende 58 volumi in copto scoperti nel 1910 nella biblioteca del monastero di San Michele a Fayyum. Questa biblioteca possiede un totale di ca. 5000 volumi, dei quali alcuni frammenti furono acquisiti dal Museo egizio del Cairo.

### Traduzioni in italiano
- La testimonianza veritiera, a cura di Claudio Gianotto, Paideia
- Evangelium Veritatis, a cura di Tito Orlandi, Paideia
- Scritti ermetici in copto, a cura di Alberto Camplani, Paideia